# Kościół Matki Bożej Częstochowskiej w Świeszewie
Kościół Matki Bożej Częstochowskiej w Świeszewie – katolicki kościół parafialny zlokalizowany we wsi Świeszewo w gminie Gryfice, w powiecie gryfickim (województwo zachodniopomorskie).

## Historia i architektura
Kościół, oddany do użytku w 1696 roku, jest budowlą salową wzniesioną w technice ryglowej. Ufundowany został przez rodzinę Steinwehrów. Zbudowany na planie prostokąta, nakryty jest dwuspadowym dachem z dachówką karpiówką. Posiada wolnostojącą dwukondygnacyjną wieżę, prawdopodobnie starszą niż sam kościół. Wieża w górnej kondygnacji jest drewniana i odeskowana, wieńczy ją ośmioboczny spiczasty hełm kryty łupkiem. W 1842 roku świątynia została przebudowana.
Wnętrze kościoła nakrywa drewniany, belkowany strop. W barokowym ołtarzu, ozdobionym kolumnami i figurami aniołów, umieszczona jest kopia obrazu Matki Bożej Częstochowskiej. W przeszłości obok ołtarza znajdowała się loża kolatorska z kratą i herbem rodziny Steinwehrów. Na północnej ścianie przebiterium umieszczona jest późnobarokowa ambona z zapleckiem i baldachimem i zdobionym korpusem. Nad wejściem do kościoła znajduje się wsparta na czterech słupach klasycystyczna empora chórowa z czynnym prospektem organowym. Na balustradzie empory umieszczone są zdobienia w postaci kolumienek i herbów. Na emporze znajdują się 10-głosowe organy z trakturą z połowy XIX wieku. Na wieży zawieszone są dwa dzwony z 1937 roku.
Po zakończeniu II wojny światowej kościół został poświęcony jako świątynia katolicka w dniu 11 grudnia 1945 roku.